# Goberling
Goberling (ungarisch Gàborfalva, Góborfalva, Kapornok; Romani Goblina) ist ein ehemaliges Bergwerksdorf und Ortsteil der Stadtgemeinde Stadtschlaining im Bezirk Oberwart im Burgenland in Österreich. Das Angerdorf hat 401 Einwohner (Stand 1. Jänner 2025).

## Geschichte
Goberling wurde 1279 das erste Mal urkundlich erwähnt. Von 1659 bis 1854 war die Ortschaft die überwiegende Zeit Teil der Herrschaft Pinkafeld.
Mehr als 200 Jahre lang wurde rund um Goberling im Antimonbergbau Schlaining in Stollen mit ca. 70 km langen Schächten Antimon und Kohle abgebaut. Die Stollen wurden trotz noch immer vorhandener Rohstoffvorkommen 1999 geschlossen.
Der Ort gehörte wie das gesamte Burgenland bis 1920/21 zu Ungarn (Deutsch-Westungarn). Ab 1898 musste aufgrund der Magyarisierungspolitik der Regierung in Budapest der ungarische Ortsname der Ortschaft verwendet werden. Nach Ende des Ersten Weltkriegs wurde nach zähen Verhandlungen Deutsch-Westungarn in den Verträgen von St. Germain und Trianon 1919 Österreich zugesprochen. Seit 1921 gehört Goberling zum damals neu gegründeten Bundesland Burgenland (siehe auch Geschichte des Burgenlandes).
Am 1. Jänner 1971 wurde der Ort im Zuge des Gemeindestrukturverbesserungsgesetzes der burgenländischen Landesregierung mit Altschlaining, Drumling, Neumarkt im Tauchental und Stadtschlaining zur neuen Gemeinde Stadtschlaining zusammengelegt.

## Kultur und Sehenswürdigkeiten
- Evangelische Kirche, auch Elisabethkirche oder Bergkirche, romanische Baustruktur, verfügt über frühgotische Fresken
- Bergbaumuseum, verfügt über einen nachgebauten Bergstollen

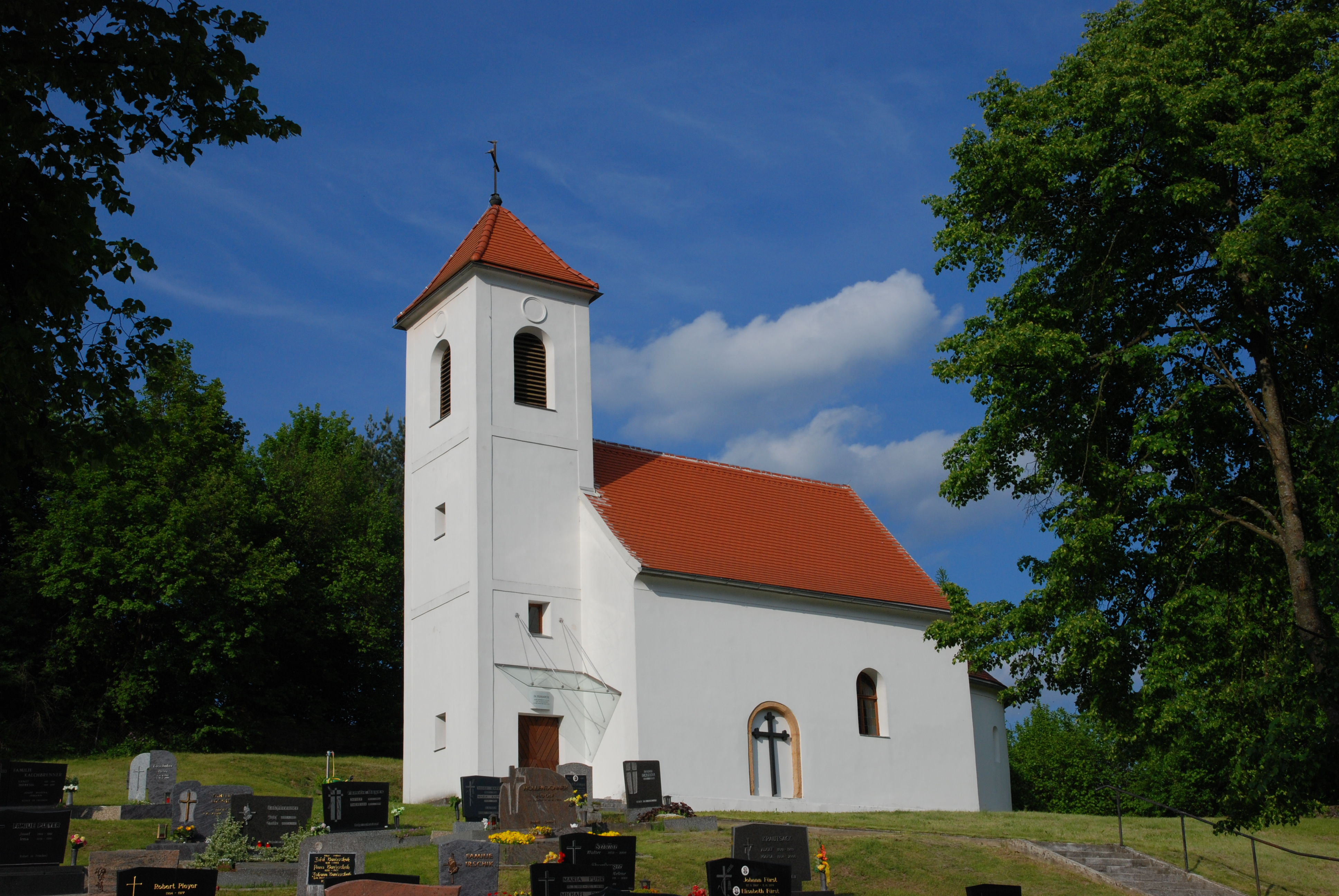
Evangelische Bergkirche
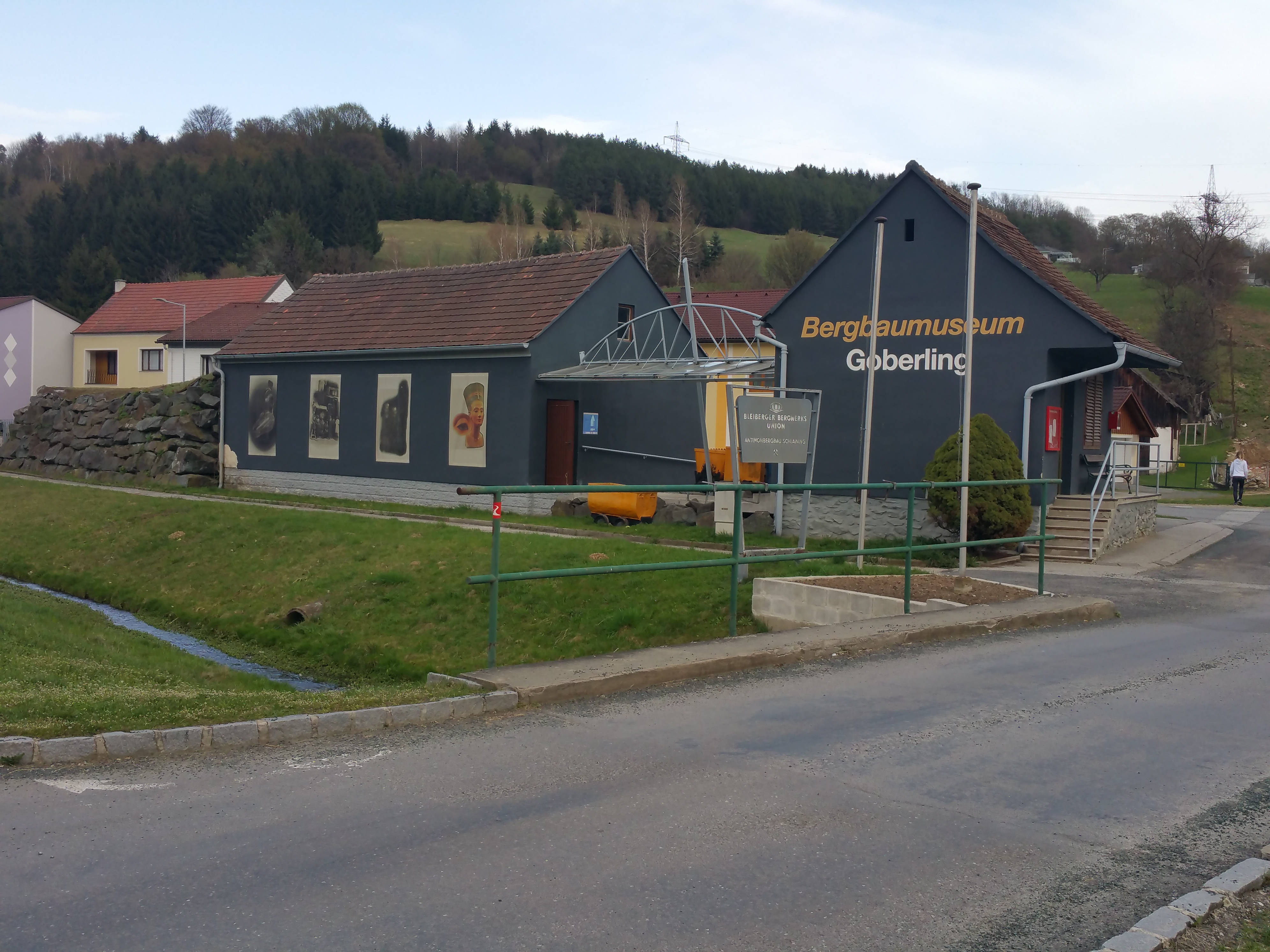
Bergbaumuseum
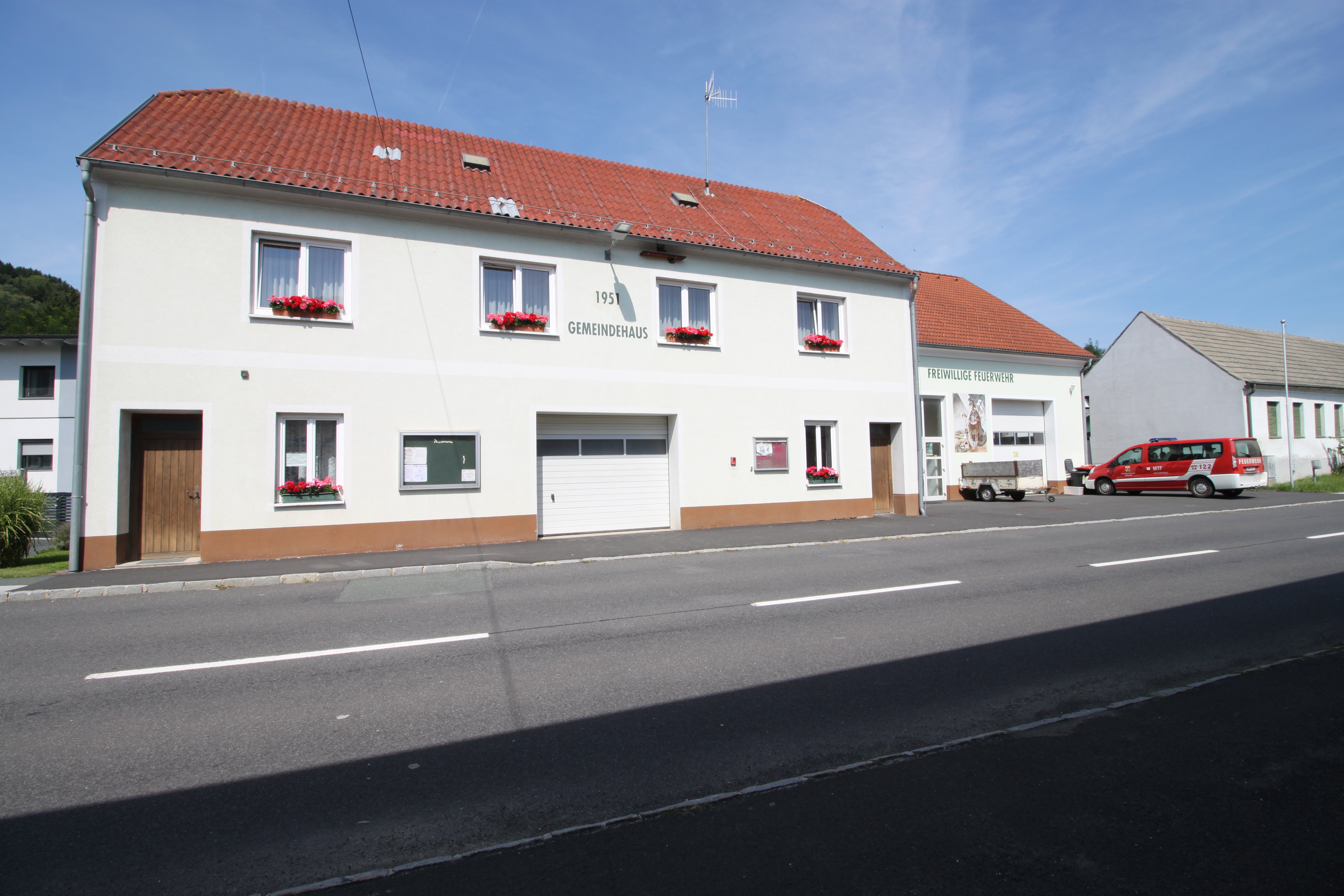
Gemeindehaus

## Persönlichkeiten
- Adolf Krautsack (1909–1942/43), Politiker